# 経王寺 (新宿区)
経王寺（きょうおうじ）は、東京都新宿区原町にある日蓮宗の寺院。山号は大乗山。旧本山は平賀本土寺、奠師法縁（奠統会）。境内には畳屋太兵衛の墓、二葉亭四迷の両親、兄、妻等一族の墓などがある。

## 歴史
慶長3年（1598年）武蔵国豊島郡市ヶ谷田町（現在の新宿区市谷田町付近）に尊重院日静（寛永7年（1630年）7月17日没）を開山に日法作とされる大黒天像を身延山久遠寺から移して創建される。寛文8年（1668年）に明暦の大火（明暦3年（1657年））後の復興に伴う江戸拡張のため市ヶ谷川田久保町に移転する。享保10年（1725年）火災が類焼し堂宇を焼失するが、享保14年（1729年）頃までに堂宇が再建される。明治10年（1877年）4月12日火災で堂宇を焼失する。

## 大黒天
立正大師日蓮の高弟（中老僧）日法の作と伝わる。慶長3年（1598年）尊重院日静が身延山久遠寺からに経王寺に移したもの。何度も火災に焼け残ったので火伏せの大黒天と呼ばれ信仰を集めた。新宿山ノ手七福神の一つ。（新宿区指定文化財、昭和60年（1985年）7月5日指定）

## 歴代
- 尊重院日静

## 交通アクセス
- 牛込柳町駅西口より徒歩1分（経路案内）。

## 参考資料
- 日蓮宗寺院大鑑編集委員会『宗祖第七百遠忌記念出版 日蓮宗寺院大鑑』大本山池上本門寺 (1981年)
- 『文化財史跡ガイドブック』新宿区
- 『牛込区史』